# Vânători (Iași)
Vânători is een Roemeense gemeente in het district Iași.
Vânători telt 4656 inwoners.